# Ariel Mateluna
Ariel Jesús Mateluna Mateluna (Independencia, Santiago, 21 de marzo de 1989) es un actor chileno. Es conocido por su papel como protagonista en Machuca.

## Carrera
Debutó como actor y como protagonista en la película de Andrés Wood llamada Machuca que fue estrenada en 2004. Posteriormente, participó en series de televisión como Justicia para todos (TVN), La vida es una lotería (TVN) y Huaiquimán y Tolosa (Canal 13). En cine, en la película ¡Pega, Martín, pega!, basada en la vida del boxeador chileno Martín Vargas, y en La Esmeralda, 1879, donde interpretó a Gaspar Cabrales.

## Filmografía

### Películas
| Año  | Película                       | Personaje       | Director                      |
| ---- | ------------------------------ | --------------- | ----------------------------- |
| 2004 | Machuca                        | Pedro Machuca   | Andrés Wood                   |
| 2008 | Mirageman                      | Tito Gutiérrez  | Ernesto Díaz Espinoza         |
| 2008 | El baile de la Victoria        | Soldado         | Fernando Trueba               |
| 2010 | La Esmeralda, 1879             | Gaspar Cabrales | Elías Llanos                  |
| 2012 | Mi último round                |                 | Julio Jorquera                |
| 2013 | Génesis Nirvana                | Jesús           | Alejandro Lagos               |
| 2014 | Matar a un hombre              | Jorge           | Alejandro Fernández Almendras |
| 2016 | Mala Junta                     | Pedro           | Claudia Huaiquimilla          |
| 2022 | Mis hermanos sueñan despiertos |                 | Claudia Huaiquimilla          |
| 2024 | La contadora de películas      |                 | Lone Scherfig                 |

### Telenovelas
| Año  | Telenovela            | Personaje                   | Canal    |
| ---- | --------------------- | --------------------------- | -------- |
| 2011 | Peleles               | El Chocolo                  | Canal 13 |
| 2012 | Pobre rico            | Jorge Galdames, Jr.         | TVN      |
| 2013 | Secretos en el jardín | Román Garmendia (Torombolo) | Canal 13 |
| 2014 | El amor lo manejo yo  | Lucas Ramírez               | TVN      |
| 2016 | Amanda                | Leonel Reyes (Leo)          | Mega     |
| 2018 | La reina de Franklin  | Alberto Tobar (Tato)        | Canal 13 |

### Series de televisión
| Año  | Serie                                      | Personaje               | Canal       |
| ---- | ------------------------------------------ | ----------------------- | ----------- |
| 2005 | Los Galindo                                | Jason Reyes             | TVN         |
| 2005 | La vida es una lotería                     | Saúl                    | TVN         |
| 2006 | Justicia para todos                        | Jaime                   | TVN         |
| 2006 | Huaiquimán y Tolosa                        | Jervi                   | Canal 13    |
| 2007 | Mea Culpa (Ep: El cumpleaños)              | Mauricio Muñoz          | TVN         |
| 2009 | Mea Culpa (Ep: El amor de madre)           | Luis Bustamante (joven) | TVN         |
| 2010 | Algo habrán hecho                          | Lautaro                 | TVN         |
| 2010 | Volver a mí                                | Chato                   | Canal 13    |
| 2010 | Adiós al séptimo de línea                  | Arturo Pérez Canto      | Mega        |
| 2011 | Divino tesoro                              | Juan Antonio            | Chilevisión |
| 2011 | 12 días (Ep: La rebelión de los pingüinos) | Martín                  | Chilevisión |
| 2011 | Prófugos                                   | Víctor                  | HBO         |
| 2013 | Ecos del desierto                          | Teniente Fernández      | Chilevisión |
| 2017 | Vidas en Riesgo                            | —                       | Chilevisión |
| 2023 | Casados con hijos                          |                         | Mega        |

## Vídeos musicales
| Año  | Título          | Artista                             | Dirección             |  |
| ---- | --------------- | ----------------------------------- | --------------------- |  |
| 2017 | Te veo en línea | El Bloque 8                         | Macarena Sanhueza     |  |
| 2022 | Te quise        | Shamanes Crew & Movimiento Original | Sebastián Nauck Silva |  |
| 2022 | Sunshine        | Stailok                             | Pedro Campos          |  |
| 2025 | Bandidos        | Rdo & Arte Elegante                 | Eloahim Ra            |  |

### Programas de televisión
- Mentiras verdaderas (La Red, 2013) - Invitado
- Más vale tarde (Mega, 2013) - Invitado
- Más que 2 (TVN, 2014) - Invitado

## Premios
- Premios Altazor 2005: Mejor actor (Machuca)